# Terreiro do Paço (metrostation)
Terreiro do Paço is een metrostation aan de Blauwe lijn van de metro van Lissabon.
Het station is geopend op 19 december 2007.
Het is gelegen aan de Praça do Comércio.